# SOIL&"PIMP"SESSIONS

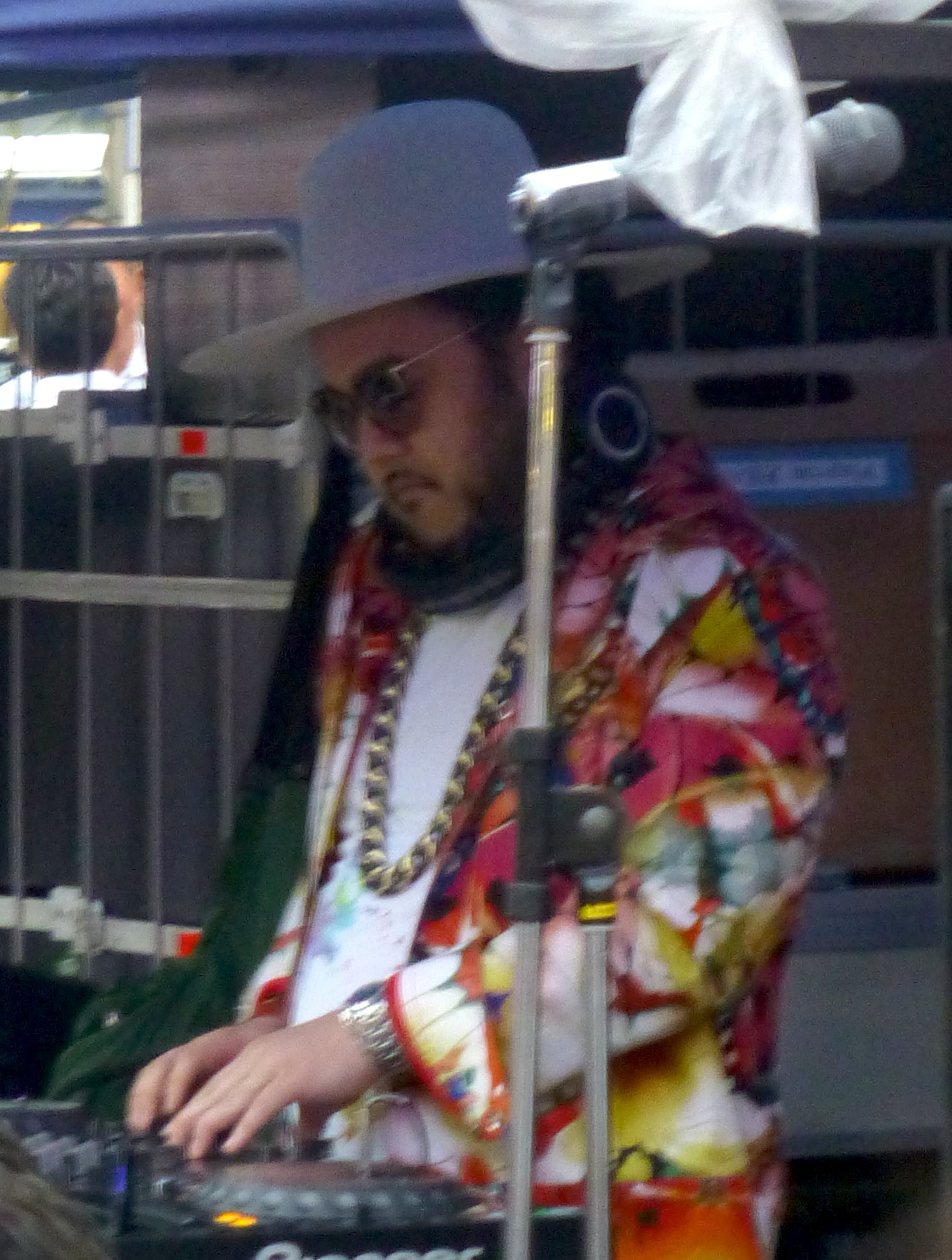
社長（2016年）

SOIL&"PIMP"SESSIONS（ソイル・アンド・ピンプ・セッションズ）は、日本の4人組インスト・ジャズバンド。
メジャー・デビューをきっかけに、バンド名を「SOIL&HEMP SESSIONS」から「SOIL&"PIMP"SESSIONS」に改名。SOILは「塵、埃、土壌、大地」を、PIMPは「女衒」を表す。SOILが土壌というどこか暖かいニュアンスの言葉であるのに対して、PIMPという国によっては放送禁止用語扱いになるような、陰影的で人工的で、よく言えば煌びやかなものという反対の意味の言葉の組み合わせは、通常であればあり得ないが、一つのバンドに相反する二つのエッセンスが存在しているということを象徴する名前だと語られている。
DJが主体であったクラブシーンにライブを持ち込んだパイオニアと自負しており、ライブを中心とした活動を身上としている。確かな演奏力とクールな雰囲気を漂わせながらもラフでエンターテイメント性にあふれた既存のジャズとは大きく異なるスタイルは「爆音ジャズ」と評される。メンバー自らは「デスジャズ (Death JAZZ)」と称している。近年ではテレビドラマの劇伴なども手がけている。
2007年（平成19年）にイギリスの大型音楽フェスティバル「グラストンベリー・フェスティバル」に初出演。日本人アーティストとしてはCORNELIUS、東京スカパラダイスオーケストラに続く3組目。
2016年（平成28年）のリオデジャネイロオリンピック閉会式のフラッグハンドオーバーセレモニーでは、使用された楽曲「ちちんぷいぷい (Manipulate the time)」の演奏を担当。
また、丈青、秋田はSOILとは別にピアノ集団「J.A.M」としても活動している。

## メンバー
社長（しゃちょう）
生誕日は1978年1月18日（47歳）。本名は、久嶌識史。福井県武生市出身。
アジテーター担当。ドラマ『ハングリー!』に本人役で出演。福井市の音楽フェス「ONE PARK FESTIVAL」の音楽顧問。
タブゾンビ
生誕日は1977年4月13日（48歳）。本名は、椨智紹。鹿児島県鹿児島市慈眼寺町出身。実家の父や兄は鹿児島県の書店「ブックセンターめいわ」を経営している。
トランペット担当。名前はロブ・ゾンビに由来。RADWIMPSの2018年（平成30年）の楽曲「TIE TONGUE feat. Miyachi, Tabu Zombie」に参加した。鹿児島県のロック・フェスティバル「THE GREAT SATSUMANIAN HESTIVAL」の発起人で実行委員の1人。
丈青（じょうせい）
生誕日は1975年10月30日（49歳）。本名は、佐藤丈青。広島県広島市佐伯区出身。
ピアノ、キーボード担当。ピアノソロアルバムを2枚発表。2010年（平成22年）から2012年（平成24年）まで菊地成孔主宰のビッグバンド「dCprG」の元メンバー。
秋田ゴールドマン（あきたごーるどまん）
生誕日は1977年7月8日（48歳）。本名は、秋田紀彰。東京都八王子市出身。
ウッドベース担当。

### 元メンバー
元晴（もとはる）
生誕日は1973年6月29日（52歳）。本名は、深田元晴。北海道名寄市出身。
サックス担当。2016年（平成28年）10月に脱退。2010年（平成22年）から三宅洋平率いるバンド「（仮）ALBATRUS」のメンバー。2016年（平成28年）から巽朗が率いるバンド「SPEAK NO EVIL」のメンバー。2018年（平成30年）から冷牟田竜之率いるスカのユニット「MORE THE MAN」のメンバー。
みどりん
生誕日は1978年1月30日（47歳）。本名は、緑川直人。福島県いわき市出身。
ドラム担当。不祥事により2023年（令和5年）8月8日に脱退。

## 派生グループ

### 副島さんとピンカラ殺生s
2008年（平成20年）公開のアニメ映画『菅井君と家族石 THE MOVIE』に登場するジャズバンド。テーマソング「COME ON BABY」を担当している。「島根県のとある村の青年団で組織した謎のJAZZバンド」という設定。

### J.A.M
メンバーの丈青（Pf）・秋田ゴールドマン（Ba）によるピアノ集団で、ジャズをベースに、ヒップホップ、ハウス、ロックといったジャンルの要素を取り入れて活動している。元々は都内のジャズクラブで神出鬼没に活動していたが、SOIL&“PIMP”SESSIONSのライブセットにトリオでのセッション演奏がコーナー的に挿まれるようになり、2007年（平成19年）はFUJI ROCK FESTIVAL '07の“FIELD OF HEAVEN”ステージに出演を果たした。2008年（平成20年）にはゲストボーカルにホセ・ジェイムズを迎えてJ.A.M名義でミニアルバム『Just A Maestro』を発表、またSOIL本体とともに椎名林檎の『三文ゴシップ』に参加するなどの活動を行っている。

## 略歴
2001年（平成13年）、社長が六本木のラウンジバーで「SOIL&HEMP SESSIONS」というイベントを企画し、そこで知り合ったミュージシャンが集まって結成。
2003年（平成15年）、ほぼ現行のメンバーで始動。まだリリースも契約も何もないアマチュアの状態でフジロックフェスティバルに出演。音源を発表していないバンドの出演は異例であった。出演後、様々なレコード会社から契約のオファーを受ける。この際、諸事情によりキーボードが脱退し、代わって丈青が加入。
2004年（平成16年）、初音源となるアルバム『PIMPIN'』をリリース。2005年（平成17年）、アシッドジャズの生みの親でTalkin' Loudレーベルを主宰するジャイルス・ピーターソンが自身のBBCの番組で、偶然手にした彼らの音源を4週にわたってオンエア。番組出演とイギリスでのショーを直接オファーした。イギリスでのショーと時を同じくして、ドイツ、カナダ、北欧などのジャズシーンで話題となり、海外ツアーを実施。同年12月、BBC RADIO1が毎年主催する“WORLDWIDE AWARDS 2005”にて『John Peel Play More Jazz Award』を受賞。同アワードのトラック・オブ・ザ・イヤー、セッション・オブ・ザ・イヤーの2部門にも3位にノミネートされる。
2006年（平成18年）、椎名林檎の配信限定シングル「カリソメ乙女 (DEATH JAZZ ver.)」に編曲・演奏で参加し、「椎名林檎×SOIL&"PIMP"SESSIONS」名義でリリース。同年、モントルージャズフェスティバル出演。
2007年（平成19年）、6月23日、イギリスの「グラストンベリー・フェスティバル」に初出演。同年7月、ヨーロッパ各国を回るツアーを開催。2006年（平成18年）4月6日から2007年（平成19年）3月29日まで放送された映画情報番組『シネマ通信』で、楽曲がBGMとして多用される。
2009年（平成21年）、9月16日、オリジナルフルアルバム『6』をリリース。同年9月30日、アルバム収録曲の椎名林檎とのコラボ曲の別バージョン「MY FOOLISH HEART〜Crazy in Shibuya〜」を配信限定でリリース。
2011年（平成23年）、7月20日、マイア・ヒラサワをフィーチャリングゲストに迎えたシングル「MOVIN'」をリリース。同年10月5日、オリジナル・フルアルバム『MAGNETIC SOIL』をリリース。
2012年（平成23年）、第1回“NISSAN PRESENTS JAZZ JAPAN AWARD 2011”にて、アルバム『MAGNETIC SOIL』が「ALBUM OF THE YEAR：NEW JAZZ部門」を受賞。同年6月16日、5年ぶりとなる日比谷野外大音楽堂でのワンマンライブ「日比谷宣言」で、川崎太一朗&武嶋聡（EGO-WRAPPIN' AND THE GOSSIP OF JAXX）、後関好宏（元在日ファンク）、廣瀬貴雄（JAZZ COLLECTIVE）、向井志門（オーサカ=モノレール、The Swingin'Devils）、類家心平（DCPRG、菊地成孔ダブ・セクステット、WUJA BIN BIN）らを迎え入れ、ビッグバンド「SOIL&"PIMP"BIG BAND（ソイル&ピンプ・ビッグバンド）」を結成。
2013年（平成25年）、3月、ベトナムとマレーシアでライブを行う。3月2日にベトナム・ハノイで開催される野外ライブ「TOKYO JAZZ CLUB」のメインアクトを務め、3月4、5日にマレーシア・クアラルンプールのUniversiti Teknologi Maraにてライブ＆ワークショップを行う。同年3月25日、東京・渋谷ヒカリエ東急シアターオーブで行われた「JAZZ WEEK TOKYO 2013」で「SOIL&"PIMP"BIG BAND」を再編成。福原美穂がゲスト出演。同年4月24日、RHYMESTERをフィーチャリングゲストに迎えたシングル「ジャズィ・カンヴァセイション」タワーレコード限定でリリース。同年6月26日、「SOIL & "PIMP" SESSIONSと椎名林檎」名義でコラボシングル「殺し屋危機一髪」をリリース。
2014年（平成26年）7月17日から放送のフジテレビ系木曜劇場「昼顔〜平日午後3時の恋人たち〜」の主題歌に、コラボした一青窈のシングル「他人の関係 feat. SOIL&"PIMP"SESSIONS」が採用される。
2015年（平成27年）6月13日からWOWOWで放送の時代劇『連続ドラマW ふたがしら』の音楽を担当。同年6月下旬から7月にかけて、2度目の「グラストンベリー・フェスティバル」を含むヨーロッパツアーを行う。
2016年（平成28年）9月18日に行われたリオ五輪閉会式のフラッグハンドオーバーセレモニーで、演奏を担当した楽曲「ちちんぷいぷい」が流れる。同年10月、元晴の脱退とバンドの一時活動休止を発表。
2017年（平成29年）4月、ワンマンライブ「PUMP IT UP」で活動を再開。同年6月、丈青が右手の薬指の伸筋腱断裂・化膿性腱鞘炎と診断されたことを受け、開催が予定されていたJ.A.Mのツアーの中止となり、SOIL出演のイベント「THE CAMP BOOK 2017」には丈青の代役に伊澤一葉を立てて対応。同年7月14日から放送のTBS系金曜ドラマ「ハロー張りネズミ」の主題歌に、野田洋次郎（RADWIMPS）とのコラボレーション曲「ユメマカセ feat.Yojiro Noda」が採用。またドラマのサウンドトラックも制作する。同年11月17日より、ビクターエンタテインメントに所属する他のアーティストと共にSpotifyにて楽曲の配信をスタート。
2018年（平成30年）5月9日、2年ぶりのオリジナルアルバム『DAPPER』をリリース。三浦大知をフィーチャーしたアルバムのリードトラック「comrade feat.三浦大知」を先行配信。
2022年（令和4年）、3月に初めて放送されたNHK鹿児島放送局の鹿児島発地域ドラマ『この花咲くや』の劇中音楽を担当し、3月から同曲がNHK鹿児島放送局のニュース番組『情報WAVEかごしま』でもオープニング曲とエンディング曲として採用される。
2023年（令和5年）6月20日、みどりんが大麻所持の容疑で逮捕され、その後JVCケンウッド・ビクターエンタテインメントがこれを受け、SOIL&"PIMP"SESSIONSおよびJ.A.M名義の音源、映像商品の出荷および配信の停止を発表した。同年8月には本人の申し出により、みどりんがSOIL&"PIMP"SESSIONSとJ.A.Mを脱退し、出荷と配信は再開。

## 関連アーティスト
- Azumi - 社長がアルバム『CARNIVAL』収録の「Crazy Days feat. ILMARI (RIP SLYME)」をサウンドプロデュース。1stソロアルバム『ぴあのとあずみ』に丈青、カバーアルバム『NEW STANDARD』収録の「うる星やつらのテーマ 〜ラムのラブソング〜」のカバーに元晴、タブゾンビが参加。みどりんがライブサポート。
- 雨のパレード - アルバム『Reason of Black Color』収録の「Hometown」にタブゾンビがフィーチャリングで参加。
- Shun Ikegai（Yahyel） - アルバム『DAPPER』にゲストボーカルとして迎える。
- 伊澤一葉（the HIATUS、あっぱ、ex.東京事変） - バンド・katsina sessionでタブゾンビが活動を共にする他、丈青が負傷した際にはSOILのサポートメンバーを務めた[18]。
- 井出靖 - アルバム『LATE NIGHT BLUES』に元晴が参加。
- 伊藤ゴロー - インストゥルメンタルアルバム『POSTLUDIUM』に丈青と秋田ゴールドマンが参加。
- 犬式 - アルバムにタブゾンビが参加。
- 井上富雄 - ソロプロジェクト・STRUTTIN UNLIMITEDのアルバムにみどりん、丈青が参加。
- 井上銘
- UA - アルバム『ATTA』にタブゾンビが参加。
- Awich - アルバム『8』にタブゾンビが参加。アルバム『DAPPER』にゲストボーカルとして迎える。SOILの全国ツアーにゲストアーティストとして出演。
- EGO-WRAPPIN' - アルバム『DAPPER』にゲストボーカルとして迎える。SOILの全国ツアーにゲストアーティストとして出演。
- 大沢伸一（MONDO GROSSO） - MONDO GROSSOのライブアルバム『The European Expedition』の発売20周年を記念したトリビュートライブに元晴、タブゾンビが参加。
- 太田剣
- OKAMOTO'S - アルバム『Let It V』にタブゾンビ、元晴、丈青が参加。
- Kiala Ogawa（Kodäma） - アルバム『DAPPER』にゲストボーカルとして迎える。
- 沖仁 - J.A.Mのアルバムに参加。沖のライブをJ.A.Mがライブサポート。
- 柏倉隆史（the HIATUS、toe） - バンド・katsina sessionのメンバーとして、タブゾンビと共に活動。
- katokunnlee - 社長、タブゾンビ、みどりんがサポート。katokunnleeのジャズ・ユニット・pLAYAにも参加。
- 加山雄三 - 加山を中心に結成されたロック・バンド・THE King ALL STARSにタブゾンビが参加。
- Charisma.com - メジャー1stフルアルバム『not not me』の楽曲制作に社長が参加。
- Nao Kawamura - アルバム『DAPPER』にゲストボーカルとして迎える。SOILの全国ツアーにゲストアーティストとして出演。
- 杏子 - シングル「恋するBAILA BAILA」のカップリングに収録の「One in a million (SOIL&"PIMP"ver.)」のアレンジと演奏を担当。
- 小泉今日子 - アルバム『Koizumi Chansonnier』に参加。
- quasimode - アルバムにタブゾンビが参加。ジョイントライブで共演。リーダーでピアニストの平戸祐介の1stソロアルバム『Speak Own Words』に元晴が参加。
- グザヴィエ・ボワイエ（タヒチ80） - アルバム『BLACK TRACK』に彼をボーカルに迎えた「In2 My Soul」を収録。
- cro-magnon - アルバム『4U』にタブゾンビが参加。13人編成のcro-magnon Orchestraにタブゾンビ、元晴が参加。
- GOING UNDER GROUND - 「TUTTI」にタブゾンビが参加。
- COMA-CHI - レコーディングに元晴が参加。
- 斉藤和義 - アルバム『ARE YOU READY?』に秋田ゴールドマンが参加。
- 在日ファンク - ジェームス・ブラウンのトリビュートライブで共演。
- さかいゆう - アルバム『How's it going?』に参加。
- Suchmos - 自主企画イベント「Suchmos The Blow Your Mind vol.1」にリスペクトするアーティストとして招かれて対バン。
- シアターブルック - アルバム『LOVE CHANGES THE WORLD』に元晴、タブゾンビが参加。
- 椎名純平 - バックバンドのEvil Vibrationsにタブゾンビが参加。椎名を中心に結成されたバンド・Dezille Brothersをタブゾンビと元晴がサポート[24]。
- 椎名林檎 - 現行メンバーで活動する前のアマチュア時代からの付き合いで、メジャーデビューする際にした「ボーカルが必要なときは最初に私とやろうね」という約束を守って「カリソメ乙女 (DEATH JAZZ ver.)」でコラボレーションを実現[1]。SOILのライブにゲストアーティストとして出演。アルバム『三文ゴシップ』にSOILとJ.A.Mが参加。アルバム『6』と『CIRCLES』にゲストボーカルとして迎える。J.A.Mやみどりんがソロのライブをサポート。2016年リオデジャネイロオリンピックの閉会式のフラッグハンドオーバーセレモニーで音楽監督の椎名の楽曲を演奏。
- ジェイミー・カラム - イギリスBBCのイベント「Electric Proms 07」に「SOIL&"PIMP"SESSIONS with Jamie Cullum」として出演。アルバム『6』にゲストボーカルとして迎える。
- ジェロ - 演歌/歌謡曲のカバーアルバム『カバーズ』収録の「君恋し」の演奏を担当。
- JiLL-Decoy association - アルバム『ジルデコIII』に元晴、タブゾンビが参加。
- シンリズム - 1stアルバム『NEW RHYTHM』にタブゾンビが参加。
- Superfly - アルバム『Wildflower & Cover Songs:Complete Best 'TRACK 3'』Disc2の洋楽カバーベスト収録の「Bitch」にタブゾンビ、元晴が参加。楽曲「Fall」に秋田ゴールドマンとみどりんが参加。
- Scoobie Do - 「SCOOBIE DO」「Funk-a-lismo!」にタブゾンビ、元晴が参加。
- ストレイテナー - シングル「From Noon Till Dawn」にタブゾンビが参加。
- セカイイチ - 4thアルバム『セカイイチ』に元晴、タブゾンビが参加。
- 蔦谷好位置 - EOR（ENTITY OF RUDE）のメンバーとして、タブゾンビと共に活動。
- Dj KENTARO - アルバム『6』、『CIRCLES』にゲストとして迎える。
- dCprG - 2012年（平成24年）まで丈青がメンバーとして活動していた。
- Dezille Brothers - 1stアルバム『だしの取りかた』にタブゾンビ、元晴が参加。
- TWEEDEES - 1stアルバム『The Sound Sounds.』収録の「あなたにはがっかり」にみどりんが参加。
- 東京事変 - レコーディングやライブサポートにメンバーが参加。
- tricot - 自主企画イベントに参加。
- 長岡亮介（ペトロールズ、ex.東京事変） - アルバム『BLACK TRACK』に彼をボーカルに迎えた「Connected feat. Nagaoka Ryosuke」を収録する一方、SOILも長岡のバンド・ペトロールズのトリビュート・アルバムに参加。長岡もギター&ボーカルでSOILのライブに参加。
- 中村達也 - EOR（ENTITY OF RUDE）のメンバーとして、タブゾンビと共に活動。
- 七尾旅人 - アルバム『CIRCLES』にゲストとして迎える。
- Nia Andrews - アルバム『BLACK TRACK』に彼女をボーカルに迎えた「By Your Side」を収録。
- 野田洋次郎（RADWIMPS） - コラボレーション曲「ユメマカセ」を発表。また後に発売されたRADWIMPSのアルバム『ANTI ANTI GENERATION』収録の『TIE TONGUE』にタブゾンビが参加した。
- ノラ・ジョーンズ - 来日時にみどりんがライブをサポート[25]。
- BUCK-TICK - 「夢見る宇宙」にタブゾンビ、元晴が参加。
- ハナレグミ - ジョイントライブで共演。アルバム『オアシス』収録の「オアシス」にみどりんが参加。
- Bambu - アルバム『BLACK TRACK』に彼をラップに迎えた「By Your Side」を収録。
- 一青窈 - 槇原敬之トリビュートアルバム『We Love Mackey』に一青が提供した「SPY」のカバーに参加。コラボレート・シングル「他人の関係 feat. SOIL&"PIMP"SESSIONS」を発表。レコーディングやライブサポートに参加。
- 日向秀和（ストレイテナー、Nothing's Carved In Stone） - バンド・EOR（ENTITY OF RUDE）やkatsina sessionのメンバーとして、タブゾンビと共に活動。
- 冷牟田竜之 - ソロプロジェクトDAD MOM GODにタブゾンビが参加。
- 福原美穂 - コラボレーション楽曲を発表。アルバム『CIRCLES』にゲストボーカルとして参加。ライブサポートにみどりんが参加。
- 藤巻亮太 - レコーディングやライブサポートにタブゾンビが参加。
- 藤原さくら - レコーディングやライブサポートに秋田ゴールドマンが参加。
- PE'Z - ジョイントライブで共演。
- ペトロールズ - トリビュート盤『WHERE, WHO, WHAT IS PETROLZ?』に参加、楽曲「ホロウェイ」をカバーする。
- THE BAWDIES - 「GOING BACK HOME」に丈青が参加。タブゾンビ、丈青がライブサポート。
- ぼくのりりっくのぼうよみ - ワンマンツアー「ぼくのりりっくのぼうよみ TOUR 2017」にタブゾンビと秋田ゴールドマンがゲスト出演。3rdアルバム『Fruits Decaying』収録の「罠 featuring SOIL&"PIMP"SESSIONS」で共演。
- ホセ・ジェイムズ - 社長がライブのスペシャルMCを担当、J.A.Mがライブサポート。SOILやJ.A.Mのアルバムにゲストボーカルとして迎える。
- 布袋寅泰 - デビュー30周年記念アルバム『ALL TIME SUPER GUEST』にゲスト参加。
- BONNIE PINK - SOILのライブにゲストアーティストとして出演。アルバム『CIRCLES』にゲストボーカルとして迎える。
- Polaris - アルバム『Music』にみどりんが参加。
- マイア・ヒラサワ - コラボシングル「MOVIN' feat.Maia Hirasawa」を発表。
- MANNISH BOYS - レコーディングにタブゾンビが参加。
- 三浦大知 - アルバム『HIT』に収録の「Rise Up feat. SOIL&"PIMP"SESSIONS」をプロデュース。コラボレーション曲「comrade feat. 三浦大知」を発表（アルバム『DAPPER』収録）。
- 三宅洋平 - 元晴が三宅洋平、小林眞樹（B）、PEACE-K（Dr, Perc）、越野竜太（G / らぞく）とともにバンド「（仮）ALBATRUS」を結成。
- MIYAVI - 2012年（平成24年）のJAPAN JAMで初共演。SOILのライブにゲストアーティストとして出演。アルバム『CIRCLES』にゲストとして迎える。
- 向井秀徳 - 宮藤官九郎が監督・脚本を務めた映画「中学生円山」の音楽を手掛けた向井が映画のためのコラボ曲「中学生円山のテーマ」をタブゾンビ、元晴と制作。
- 山本加津彦
- 矢野沙織 - アルバム『Bubble Bubble Bebop』に元晴、タブゾンビが参加。
- YOUR SONG IS GOOD - 「あいつによろしく」にタブゾンビ、元晴が参加。
- U-zhaan - アルバム『CIRCLES』にゲストとして迎える。
- LITE - レコーディングにタブゾンビが参加。
- LIFE IS GROOVE - 1stアルバム『Generations』にタブゾンビが参加。
- ライアット（英語: Ryat） - アルバム『CIRCLES』にゲストとして迎える。
- ライムスター - 2011年（平成23年）のMEET THE WORLD BEATでの共演をきっかけにツーマンライブやイベントなどを行う[1]。
- ラリー・ブラウン（グレイ・レヴァレンド） - J.A.Mのアルバムにゲストとして迎える。
- レキシ

## ディスコグラフィ

### バンドスコア
| 発売日        | タイトル                               |
| ------------- | -------------------------------------- |
| 2006年8月28日 | SOIL&"PIMP"SESSIONS SELECTION          |
| 2009年9月28日 | SOIL&"PIMP"SESSIONS SELECTION VOLUME 2 |

### 参加作品
| 発売日         | タイトル                                                                  | 規格品番                       | 収録曲                                                                   |
| -------------- | ------------------------------------------------------------------------- | ------------------------------ | ------------------------------------------------------------------------ |
| 2004年12月22日 | TOKYO LOUNGE Vol.4                                                        | CRCP-20369                     | DISC1-3.Fuller Love                                                      |
| 2005年10月05日 | nbsa+x÷〜自然発火〜                                                       | TOWER-1006                     | 8.Mature                                                                 |
| 2006年4月26日  | smart 〜10th＆200th Anniversary!〜                                        | 170-LDKCD                      | 2.No Taboo                                                               |
| 2007年3月28日  | FREEDOM quasimode JAZZ SELECTION                                          | COCB-53600                     | 3.Summer Goddess                                                         |
| 2007年7月19日  | ランバージャック・シャツの夜〜マラノーチェに捧げる言葉と音〜              | VICL-62456                     | 6.Struggle                                                               |
| 2007年11月21日 | ブルーノート・ストリート                                                  | TOCP-70317                     | 2.モード・トゥ・ジョン                                                   |
| 2008年3月26日  | ブラス・パラダイス                                                        | VICP-62959                     | 7.First Lady                                                             |
| 2008年3月26日  | Tokyo Nu-School Of Jazz                                                   | VICP-62915                     | 6. Harbor                                                                |
| 2008年7月16日  | サンセット・ライヴ・オフィシャル・セレクション・アルバム“ラヴ&ユニティ”   | PCCA-02707                     | 6.WE WANT MORE!!!!!!                                                     |
| 2008年9月24日  | The Victor Recordings 8 1998〜2008                                        | VICL-62917                     | DISC2-4.サフォケーション                                                 |
| 2009年5月27日  | WIRED CAFE Music Recommendation "Smoove"                                  | XQEB-1006                      | 2.Crush!                                                                 |
| 2009年10月28日 | 美ぎ島 Music Convention 2009 in 宮古島                                    | UPBH-20039                     |                                                                          |
| 2010年3月10日  | クラブ・ジャズ・ディグス・ルパン三世                                      | VICL-63544                     | 1.ルパン三世のテーマ                                                     |
| 2010年9月8日   | On a road with TARTOWN                                                    | GRGAT-0005                     | 8. Struggle                                                              |
| 2011年1月12日  | We Love Mackey                                                            | SRCL-7484                      | 5.SPY／一青窈 feat. SOIL&"PIMP"SESSIONS                                  |
| 2011年8月17日  | ALL TIME SUPER GUEST                                                      | TOCT-27090 TOCT-27091          | 13.BATTLE WITHOUT HONOR OR HUMANITY／SOIL&"PIMP"SESSIONS with 布袋寅泰   |
| 2012年3月28日  | JPJZ -Beautiful- selected by SHACHO                                       | BBQ-40CD                       | 12.Awesome Knowledge                                                     |
| 2012年7月25日  | ROUTINE JAZZ PRESENTS "NOUVELLE VAGUE" COMPILE OF JAPANESE CLUB JAZZ BAND | RRSP-001                       | 9. Summer Goddess                                                        |
| 2013年10月30日 | blue note cookin'                                                         | TYCJ-60001                     | 1.サマータイム / Jose James feat.SOIL & 'PIMP' SESSIONS                  |
| 2014年5月21日  | 杏子「恋するBAILA BAILA」                                                 | AUCL-157 AUCL-159              | 2.One in a million（SOIL&“PIMP”ver.）                                    |
| 2014年8月27日  | 一青窈「他人の関係 feat.SOIL&"PIMP"SESSIONS」                             | UPCH-80381 UPCH-89182          | 1.他人の関係 feat.SOIL&"PIMP"SESSIONS                                    |
| 2017年3月22日  | WHERE, WHO, WHAT IS PETROLZ?                                              | VIZL-1139 VICL-64766           | 9.ホロウェイ                                                             |
| 2017年11月22日 | Fruits Decaying                                                           | VIZL-1282 VIZL-1283 VICL-64899 | 1.罠 featuring SOIL&“PIMP”SESSIONS                                       |
| 2021年9月29日  | What a Wonderful World with Original Love?                                | VIZL-1940 VICL-65564           | 4.MILLION SECRETS OF JAZZ / SOIL&"PIMP”SESSIONS & KENTO NAGATSUKA (WONK) |

### ミュージックビデオ
| 監督           | 曲名                                              |
| 池田剛         | 「AVALANCHE」                                     |
| 加藤マニ       | 「表nothin' 裏girl」                              |
| 児玉裕一       | 「殺し屋危機一髪」                                |
| 澤井昭彦       | 「First Lady」                                    |
| ZUNBUG STARSKI | 「STORM」                                         |
| 竹内鉄郎       | 「Crush!」「SUMMER GODDESS」「Suffocation」       |
| tatsuaki       | 「ジャズィ・カンヴァセイション」                  |
| 冨永昌敬       | 「マシロケ」                                      |
| マサオ         | 「POP KORN」                                      |
| 木綿達史       | 「MOVIN' feat. Maia Hirasawa」                    |
| 山口真人       | 「MY FOOLISH HEART〜crazy on earth〜 × 椎名林檎」 |

### J.A.M名義

#### ミュージックビデオ
| 監督     | 曲名                                 |
| 新宮良平 | 「産業革命」                         |
| 山口真人 | 「Jazzy Joint featuring Jose James」 |

## タイアップ
- 「Crush!」 - TBS系TV『格闘王』エンディングテーマ
- 「SAHARA」 - 伊藤園「W」COFFEE CMソング
- 「Pro-seed」 - NHK「トップランナー」2007年度オープニングテーマ
- 「カリソメ乙女(DEATH JAZZ ver.)」 - 映画『さくらん』主題歌（2007年）
- 「COME ON BABY」 - 「副島さんとピンカラ殺生S」名義による映画「菅井君と家族石 THE MOVIE」の主題歌（2008年）
- 「Fantastic Planet」 - トヨタ自動車「ハリアー」CMソング（2008年）
- 「Paraiso」 - フジテレビ系深夜アニメ『ミチコとハッチン』オープニングテーマ（2008年）
- 「Go Next!」「Storm」 - ケンウッド「Prodino」CMソング
- 「他人の関係 feat. SOIL&"PIMP"SESSIONS」 - フジテレビ系木曜劇場『昼顔〜平日午後3時の恋人たち〜」の主題歌（2014年）
- 「THEME FROM "FUTAGASHIRA"」 - WOWOWの時代劇『連続ドラマW ふたがしら」のメインテーマ（2015年）
- 「SEKAI」 - フジテレビ系「ボクシングフェス2015〜井上尚弥＆八重樫東ダブル世界戦〜」中継テーマソング（2015年）
- 「SOILOGIC」 - WOWOWでオンエアの海外ドラマ『SUITS/スーツ 5』の日本語版エンディングテーマ（2016年）
- 「ユメマカセ」 - TBS系金曜ドラマ『ハロー張りネズミ』の主題歌（2017年）
- 「初恋の悪魔」 - 日本テレビ土曜ドラマ『初恋の悪魔』テーマ曲（2022年）
- 「初恋の悪魔 -Dance With The Devil-」 - 日本テレビ土曜ドラマ『初恋の悪魔』テーマ曲（2022年）
- 「STINGER」 - 『SOIL&"PIMP"SESSIONSタブゾンビと浜崎美保のSEA SIDE ZOMBIE』オープニング曲
- 「Meiji－Jingumae ‘Harajuku’」 - 『SOIL&"PIMP"SESSIONSタブゾンビと浜崎美保のSEA SIDE ZOMBIE』エンディング曲

## 出演

### テレビ
- STUDIO GROWN（2003年4月5日 - 2006年3月30日、スペースシャワーTV） - タブゾンビのみ火曜レギュラー。
- トップランナー（2006年7月9日、NHK総合）
- （株）洋楽（2006年11月7日 - 2010年3月26日、フジテレビワンツーネクスト・BSフジ） - 社長のみ。
- ミュージックステーション（2006年12月8日、テレビ朝日） - 「椎名林檎×SOIL&"PIMP"SESSIONS」として出演。
- さくらん公開Special 現代の花魁巡り!極彩色ワンダーランド・ツアー（2007年2月17日、テレビ朝日） - ナレーターとして社長が出演。
- 第70回NHK紅白歌合戦（2019年12月31日、NHK総合・ラジオ第1） - 椎名林檎のバックバンド。
- スッキリ（2022年8月18日、日本テレビ[26]）
- うたコン（2023年9月12日、NHK総合） - 森山良子、栗原健と共にタブゾンビが出演。

### 映画
- 菅井君と家族石 THE MOVIE（2008年） - SOIL&"PIMP"SESSIONSにそっくりな謎のジャズバンド「副島さんとピンカラ殺生s（SOEJIMA&"PIMCARA"SESSIOWS）」が出演。

### ラジオ
- V.I.P.（2014年10月5日 - 2016年3月26日、J-WAVE） - ナビゲーターとして社長のみ。
- PRESIDENT THEATER（2018年7月6日 - 2020年9月29日、J-WAVE）) - ナビゲーターとして社長のみ。
- BEST REGARDS（2022年4月1日 - 2022年12月30日、J-WAVE） - ナビゲーターとして社長のみ。
- SOIL&"PIMP"SESSIONSタブゾンビと浜崎美保のSEA SIDE ZOMBIE（2016年4月2日 - 、エフエム鹿児島） - タブゾンビのみ。

## 主なライブ

### ワンマンライブ・主催イベント
- 2007年 - tour2007
- 2008年 - ワンマンLIVE
- 2009年 - SOIL&"PIMP"SESSIONS WORLD TOUR 2009
- 2011年 - SOIL&"PIMP"SESSIONS「ニコニコツアー2011」
w/quasimode
- 2011年 - SOIL&"PIMP"SESSIONS TOUR 2011
- 2012年 - 日比谷宣言
w/サイトウ "JxJx" ジュン / 向井志門 / 川崎太一朗 / 廣瀬貴雄 / 後関好宏 / 武嶋聡 / 類家心平 / 高橋保行
- 2012年 - SOIL&"PIMP"SESSIONS『ニコニコツアー2012』
w/ギターウルフ / ストレイテナー
- 2013年 - 10th Anniversary! LIVE CIRCLES
w/BONNIE PINK / MIYAVI
- 2014年 - SOIL& "PIMP" SESSIONS presents "CLUB CIRCUS"
w/(仮)ALBATRUS / J.A.M / 松浦俊夫 presents HEX
- 2015年 - SOIL & "PIMP"SESSIONS TOUR 2014/2015
- 2015年 - JAZZ UNLIMITED TOUR
- 2015年 - 少数限定。至近距離。生音原音体感ライブ。
- 2016年 - 東京宣言 オープンマイクジャムセッション
- 2016年 - SOIL & "PIMP"SESSIONS 「"BLACK TRACK" release pre-party」
w/ペトロールズ
- 2016年 - TOUR 2016 "BLACK TRACK"
- 2016年 - SOIL&"PIMP"SESSIONS 『大納会』
- 2017年4月14日 - SOIL&"PIMP"SESSIONSワンマンライブ<PUMP IT UP>
- 2017年8月15日〜8月26日 - Summer Action
- 2017年11月15日・12月8日 - SOIL & "PIMP" SESSIONSワンマンライブ「晩秋のハリネズミ」
w/野田洋次郎, 長岡亮介
- 2018年5月10日 - SOIL & "PIMP" SESSIONSリリースワンマンライブ「DAPPER ONE」
- 2018年6月8日〜8月1日 - SOIL & "PIMP" SESSIONS TOUR 2018 "DAPPER"
- 2018年10月24日〜10月30日 - 秋だから?、ジャズクラブツアー 2018
- 2018年12月31日 - COUNT DOWN TO NEW YEAR 2019「平成最後の伊達男」
- 2019年3月10日・6月9日 - SOIL&"PIMP"SESSIONS presents "TAKE 5"
- 2019年9月14日 - SOIL&"PIMP"SESSIONS × LIQUIDROOM 15th ANNIVERSARY "SQUIDROW"
- 2019年12月23日 - L'ULTIMO BACIO Anno 19:YEAR END JAZZ PARTY 2019"Do the JAZZ Thing"
- 2020年1月17日〜2月24日 - TOUR 2020 "MAN STEALS THE STARS"
- 2020年6月14日 - SOIL&"PIMP"SESSIONS "LIVE STREAM from Blue Note Tokyo"
- 2020年11月13日〜11月23日 - Live 2020 "New Day"
- 2021年3月30日 - -THE ESSENCE OF SOIL- Release Session
- 2022年6月11日〜6月12日 - SOIL&"PIMP"SESSIONS -LOST IN TOKYO- Release Party
- 2022年6月15日 - SOIL&"PIMP"SESSIONS -LOST IN TOKYO- RELEASE PARTY "LOST IN OSAKA"